# Tyler Walker (ski alpin)
Pour les articles homonymes, voir Tyler Walker et Walker.
Tyler Walker est un skieur handisport américain, né le 10 avril 1986.

## Palmarès

### Jeux paralympiques
| Épreuve / Édition | Turin 2006 | Vancouver 2010 | Sotchi 2014 | Pyeongchang 2018 |
| Descente          | 15e        | DNF            | DNF         |                  |
| Super-G           | 11e        | 22e            |             | 12e              |
| Slalom géant      | 6e         | 16e            |             | Argent           |
| Slalom            | 14e        | 10e            |             |                  |
| Super combiné     |            |                |             | DNF              |